# Gabi Nunes
Gabriela „Gabi“ Nunes da Silva (* 10. März 1997 in São Paulo) ist eine brasilianische Fußballspielerin.

## Karriere

### Anfänge
Ihr Profidebüt hat Gabi für die AD Centro Olímpico in der Staatsmeisterschaft von São Paulo der Saison 2014 gegeben und in zwölf Einsätzen fünf Tore erzielt. Ihr erstes Tor hat sie dabei am 28. Mai 2014 zum 3:0-Endstand gegen den São Bernardo FC markiert. In der folgenden nationalen Meisterschaft Brasiliens hat sie drei Tore in elf Spielen erzielt. Zur Staatsmeisterschaft von São Paulo in den Sommermonaten 2015 ist sie in die neu aufgestellte Frauenmannschaft des Grêmio Osasco Audax gewechselt und hat in zwölf Einsätzen zwölf Tore erzielt und sich damit die Torjägerkanone gesichert. Für die nationale Meisterschaft im zweiten Halbjahr 2015 ist sie zu Centro Olímpico zurückgekehrt und hat mit vierzehn Toren in zwölf Einsätzen sich auch hier die Torschützenkrone aufsetzen können. Beim 13:0-Sieg über den Duque de Caxias FC am 20. September 2015 hat sie dabei sechs Tore in einem Meisterschaftsspiel erzielt, was nur noch von den acht Toren von Raquel Fernandes (Ferroviária) vom 6. Oktober 2014 übertroffen wird.

### Corinthians São Paulo
Unmittelbar darauf ist Gabi wieder zum Team des Grêmio Osasco Audax (nun Corinthians genannt) zurückgekehrt und hat in der nationalen Meisterschaft 2016 sieben Tore in zehn Spielen gemacht. In der Staatsmeisterschaft 2016 hat sie mit Corinthians das Halbfinale erreicht und neun Tore in zwölf Spielen erzielt. Im brasilianischen Pokalwettbewerb 2016 hat sie drei Tore zum Titelgewinn beigesteuert, von den ihr eines zum 3:1 Endstand im zweiten Finalspiel gegen den São José EC gelungen.
Die gesamte Spielzeit 2018 laborierte Gabi an ihrer Verletzung aus dem Länderspiel in San Diego des Vorjahres, so dass sie beim Titelgewinn des SC Corinthians zu keinem Einsatz kam. Nach sechzehn Monaten der Regeneration konnte Gabi Nunes im Rahmen eines Einladungsturniers im argentinischen Rosario am 26. November 2018 gegen den CA San Lorenzo de Almagro ihre verletzungsbedingte Zwangspause beenden. Zu ihrem ersten Pflichtspieleinsatz kam sie nach mehr als achtzehn Monaten am 16. März 2019 durch ihre Einwechslung im Meisterschaftsspiel gegen die AA Ponte Preta im Estádio Manoel Francisco Ferreira zu Bálsamo. Am 15. Juli 2019 erlitt Gabi Nunes in einem Meisterschaftsspiel gegen den São Francisco EC dieses Mal im rechten Knie ihre nunmehr dritte Kreuzbandverletzung. Wieder operationsbedürftig musste sie die laufende Saison erneut vorzeitig beenden.
Nach Überwindung der Verletzungsmisere zu Beginn der Saison 2020, konnte Gabi Nunes wieder in den Spielbetrieb zurückkehren. Während der Spielzeit 2021 hatte sie durch einen Treffer am 9. Spieltag den 23. Mai 2021 in der Partie gegen den Real Brasília FC als erste Spielerin der brasilianischen Meisterschaftshistorie die Marke von 50 Toren erreicht. Zum dritten Meisterschaftsgewinn hatte sie insgesamt neun Tore beigesteuert.

### Spanien
Noch bevor in Brasilien die Meisterschaftssaison beendet war, verließ Gabi Nunes den SC Corinthians zugunsten eines Engagement in Europa und wurde am 1. September 2021 als Neuzugang beim Madrid CFF in der spanischen Liga vorgestellt. Nach Abschluss der Saison 2022/23 wechselte zur UD Levante.

## Nationalmannschaft
2013 hat Gabi dem Kader der brasilianischen Nationalmannschaft zur U-17 Südamerikameisterschaft der Frauen in Paraguay angehört. 2015 ist sie in den Kader der Nationalmannschaft für das Turnier der U-20-Südamerikameisterschaft der Frauen in Brasilien berufen worden und hat dort drei Tore zum Titelgewinn beigesteuert.
Bei der U-20 Weltmeisterschaft 2016 in Papua-Neuguinea hat Gabi fünf Tore in vier Spielen erzielt.
Ihr Debüt in der A-Nationalmannschaft hat Gabi am 7. Dezember 2016 bei ihrer Einwechslung zum 6:0-Erfolg gegen Costa Rica beim Vier-Nationen-Turnier in Manaus unter der Nationaltrainerin Emily Lima gegeben. Im Spiel gegen die US-Auswahl am 30. Juli 2017 in San Diego beim Tournament of Nations erlitt Gabi Nunes einen Bänderriss im linken Knie, der ihr das Ende der Saison 2017 nach sich zog. Nach über vier Jahren kehrte sie anlässlich des brasilianischen Vier-Nationen-Turniers 2021 in den Auswahlkader zurück und erzielte bei ihrem Einstand in der Partie gegen Venezuela am 28. November 2021 in der Arena da Amazônia zu Manaus (Endstand 4:1) ihr erstes Länderspieltor.
Im Juli 2024 reiste sie mit der Auswahl als Teil des Olympiakaders nach Paris. In dem Turnier wurde stand sie im ersten Spiel gegen Nigeria in der Startelf, erzielte in der 37. Minute den einzigen Treffer der Partie und wurde in der 83. für Kerolin ausgewechselt. Insgesamt bestritt Nunes bei den Spielen fünf von möglichen Spiele, welche sie ins Finale und zum Gewinn der Silbermedaille führten. Davon stand sie drei Mal in der Startelf und wurde nur im Finale nicht eingesetzt.

## Erfolge
Nationalmannschaft
- Siegerin des Vier-Nationen-Turniers: 2016, 2021
- U-20-Fußball-Südamerikameisterschaft der Frauen: 2015
- U-20-Fußball-Weltmeisterschaft der Frauen: 2016
- Silbermedaille bei den Olympischen Spielen: 2024

Corinthians/Audax
- Brasilianische Pokalsiegerin: 2016

Corinthians
- Brasilianische Meisterin: 2018, 2020, 2021
- Staatsmeisterin von São Paulo: 2019, 2020

Auszeichnungen
- Torschützenkönigin der Copa Libertadores: 2020
- Torschützenkönigin der brasilianischen Meisterschaft: 2015
- Torschützenkönigin der Staatsmeisterschaft von São Paulo: 2015, 2020